# Idaea lanceolescens
Idaea lanceolescens är en fjärilsart som beskrevs av Dyar 1914. Idaea lanceolescens ingår i släktet Idaea och familjen mätare. Inga underarter finns listade i Catalogue of Life.